# Ansião
Ansião ist eine Kleinstadt (Vila) in Portugal mit 2757 Einwohnern.(Stand: 30. Juni 2011) Ansião liegt zwischen Lissabon und Porto.

## Geschichte

### Geschichte der Stadt
Am 29. September 2013 wurden die Gemeinden Torre de Vale de Todos und Lagarteira in die Vila Ansião eingegliedert.

### Geschichte des Kreises
Antas und andere Funde belegen eine vorgeschichtliche Besiedlung mindestens seit der Jungsteinzeit. Auch aus der Castrokultur sind Reste befestigter Siedlungen gefunden worden. Die ab dem 2. Jahrhundert hier herrschenden Römer hinterließen ebenfalls eine Vielzahl Spuren, so Keramik, Münzen und Mosaike. Die Römerstraße von Sellium (heute Tomar) nach Conimbriga verlief hier. Die Sueben eroberten im 5. Jahrhundert das Gebiet, das im 6. Jahrhundert Teil des Westgotenreichs wurde. Ab 711 eroberten die Mauren die Iberische Halbinsel und siedelten hier.
Der heutige Ort wurde erstmals offiziell im Jahr 1175 erwähnt, Vermutungen über 1142 erstmals vergebene Stadtrechte konnten bisher nicht belegt werden. 1514 erhob König D.Manuel I. den Ort zur Vila (Kleinstadt mit Verwaltungsrechten) und gab ihm seine ersten belegten Stadtrechte.
Während der Napoleonischen Invasionen erlitt Ansião Anfang des 19. Jahrhunderts starke Zerstörungen.

### Namensherkunft
Der Ort war in der ersten dokumentierten Erwähnung von 1175 bereits als Ansiom vermerkt. Die Bezeichnung geht vermutlich auf einen germanischen Eigennamen eines Landbesitzers und lokalen Herrschers zurück, als das Gebiet erst von Sueben und dann von den Westgoten eingenommen wurde.
Eine kursierende Legende hingegen erzählt, dass die später heiliggesprochene Königin Santa Isabel (1271–1336) auf der Reise durch das Land hier einem Alten, Bedürftigen (Ancião) ein Almosen gab. Daraus wird der Name der Stadt abgeleitet.

## Verwaltung

### Kreis
Ansião ist Sitz eines gleichnamigen Kreises (Concelho) im Distrikt Leiria. Am 19. April 2021 hatte der Kreis 11.642 Einwohner auf einer Fläche von 176,1 km².
Die Nachbarkreise sind (im Uhrzeigersinn im Norden beginnend): Penela, Figueiró dos Vinhos, Alvaiázere, Pombal sowie Soure.
Im Zuge der Gebietsreform in Portugal 2013 wurden die Gemeinden Torre de Vale de Todos und Lagarteira nach Ansião eingegliedert, dadurch verringerte sich die Anzahl der Gemeinden von acht auf sechs.
Die folgenden Gemeinden (Freguesias) liegen im Kreis Ansião (in Klammern die Einwohnerzahlen vom 30. Juni 2011):

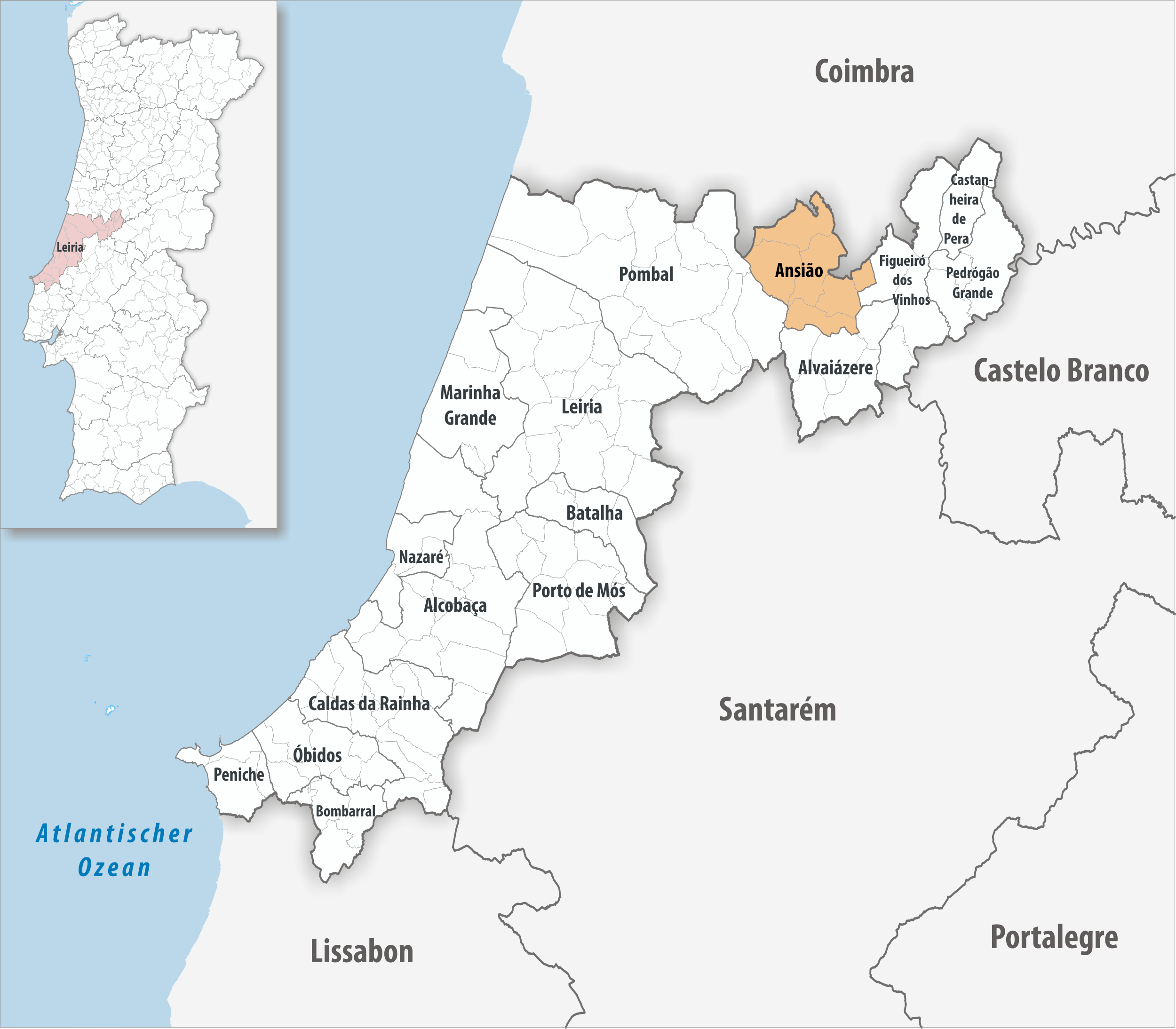
Kreis Ansião

| Gemeinde           | Einwohner (2021) | Fläche km² | Dichte Einw./km² | LAU- Code |
| ------------------ | ---------------- | ---------- | ---------------- | --------- |
| Alvorge            | 1.051            | 39,05      | 27               | 100301    |
| Ansião             | 3.524            | 38,25      | 92               | 100309    |
| Avelar             | 1.929            | 8,50       | 227              | 100303    |
| Chão de Couce      | 1.684            | 23,79      | 71               | 100304    |
| Pousaflores        | 802              | 25,27      | 32               | 100306    |
| Santiago da Guarda | 2.652            | 41,23      | 64               | 100307    |
| Kreis Ansião       | 11.642           | 176,09     | 66               | 1003      |

### Bevölkerungsentwicklung
| Einwohnerzahl im Kreis Ansião (1801–2011) | Einwohnerzahl im Kreis Ansião (1801–2011) | Einwohnerzahl im Kreis Ansião (1801–2011) | Einwohnerzahl im Kreis Ansião (1801–2011) | Einwohnerzahl im Kreis Ansião (1801–2011) | Einwohnerzahl im Kreis Ansião (1801–2011) | Einwohnerzahl im Kreis Ansião (1801–2011) | Einwohnerzahl im Kreis Ansião (1801–2011) | Einwohnerzahl im Kreis Ansião (1801–2011) | Einwohnerzahl im Kreis Ansião (1801–2011) |
| ----------------------------------------- | ----------------------------------------- | ----------------------------------------- | ----------------------------------------- | ----------------------------------------- | ----------------------------------------- | ----------------------------------------- | ----------------------------------------- | ----------------------------------------- | ----------------------------------------- |
| 1801                                      | 1849                                      | 1900                                      | 1930                                      | 1960                                      | 1981                                      | 1991                                      | 2001                                      | 2011                                      |                                           |
| 1.502                                     | 4.940                                     | 13.562                                    | 15.543                                    | 17.268                                    | 15.446                                    | 14.029                                    | 13.719                                    | 13.128                                    |                                           |

### Kommunaler Feiertag
- Christi Himmelfahrt

### Partnerstädte
- Erbach im Odenwald in Deutschland seit 14. Juni 1992
- Santos in Brasilien seit 25. Oktober 1996
- São Vicente in Brasilien seit 8. Juni 2010[8]
- Kaarina in Finnland seit 6. April 2011[9]

Am 25. Juli 2009 erhielt Bürgermeister Fernando Ribeiro Marques die Ehrenbürgerrechte der Kreisstadt Erbach.

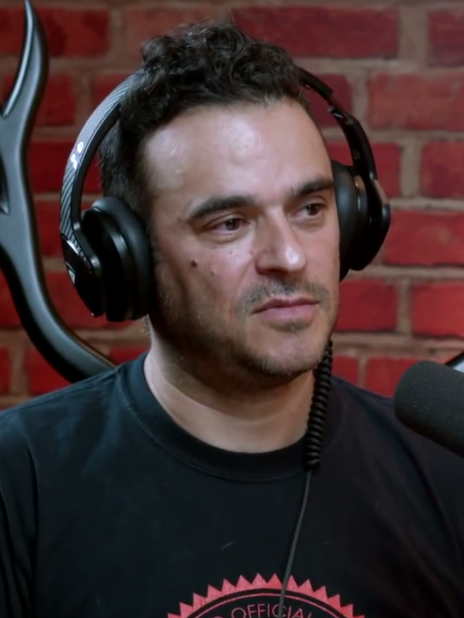
Pedro Tochas (2015)

## Söhne und Töchter der Stadt
- Políbio Gomes dos Santos (1911–1939), Lyriker
- Pedro Tochas (* 1972), Stand-up-Comedian und Fernsehmoderator